# Karl Peter Gillmann
Karl Peter Gillmann (* 3. Dezember 1900 in Landau in der Pfalz; † 19. Januar 1963 in München) war ein deutscher Leichtathlet, Stummfilmschauspieler und Drehbuchautor.

## Leben und Wirken

### Als Sportler
Der Sohn eines Betriebsleiters hatte sich in jungen Jahren als Sportler betätigt. 1919 startete er als Leichtathlet für die Vereine Pfalz und TV Ludwigshafen und konzentrierte sich anfänglich auf den Hochsprung und den Weitsprung. In diesen beiden Disziplinen belegte er bei den in Ludwigshafen ausgetragenen „Meisterschaften für die besetzten Gebiete“ den jeweils dritten Platz. 1920 wurde Gillmann Weitsprungmeister der Rhein-Main-Saar-Titelkämpfe. Im Juni 1921 sprang er in Augsburg 6,88 m weit. Schließlich fokussierte sich Gillmann auf den Sprint und überraschte die Konkurrenz: Am 21. August 1921 wurde Gillmann in Hamburg mit 16,4 s Deutscher Meister über 110 Meter Hürden. Zu diesem Zeitpunkt war der Wahlmünchner (seit 1921) Gillmann beim TSV München-Sendling. Kurze Zeit später beendete Karl Peter Gillmann seine sportliche Laufbahn.

### Als Schauspieler und Drehbuchautor
Er versuchte sich, zunächst noch in München, als Filmschauspieler, allerdings mit nur wenig Resonanz. Nachdem Gillmann 1928 nach Berlin gezogen war, knüpfte er auch dort Kontakt zur Filmbranche. Gillmann war 1929/30 Regieassistent Wilhelm Dieterles und begann, seit 1935 regelmäßig, als Drehbuchautor zu arbeiten. Gillmann spezialisierte sich auf kein bestimmtes Genre, er belieferte Heimatfilme („Waldrausch“) ebenso wie Literaturadaptionen („Stützen der Gesellschaft“) und Historienstoffe („Liselotte von der Pfalz“), mehrfach auch Romanzen mit Musik und Lustspiele. Sein schönster Erfolg war ihm 1938 dank der Zusammenarbeit mit dem Komödienspezialisten Curt Goetz bei der Komödie Napoleon ist an allem schuld beschieden. Nachdem Goetz 1946 aus seinem Exil in den USA nach Deutschland heimgekehrt war, erinnerte er sich Gillmanns und holte ihn 1949 als seinen Autor und Co-Regisseur bei der Umsetzung des von Goetz selbst verfassten Lustspielstoffs Frauenarzt Dr. Prätorius. Dieses Goetz-Comeback in Deutschland sollte ein gewaltiger Publikumserfolg werden. Danach war Karl Peter Gillmann nur noch selten als Drehbuchautor aktiv.

## Filmografie
als Schauspieler
- 1922: Teufelssymphonie
- 1924: Das Rennen des Todes
- 1929: Das Schweigen im Walde

als Drehbuchautor
- 1930: Eine Stunde Glück
- 1934: Ein Kind, ein Hund, ein Vagabund
- 1935: Liselotte von der Pfalz
- 1935: Stützen der Gesellschaft
- 1935: Der Postillon von Lonjumeau
- 1936: Intermezzo
- 1937: Pat und Patachon im Paradies
- 1937: Liebling der Matrosen
- 1937: Musik für Dich
- 1937: Die unentschuldigte Stunde
- 1938: Napoleon ist an allem schuld
- 1939: Paradies der Junggesellen
- 1939: Waldrausch
- 1943: Die beiden Schwestern
- 1949: Krach im Hinterhaus
- 1949: Frauenarzt Dr. Prätorius (auch Co-Regie)
- 1950: Dämonische Liebe
- 1950: Skandal in der Botschaft
- 1951: Königin der Arena (ungenannt)
- 1951: Heidelberger Romanze
- 1954: Ein Mädchen aus Paris
- 1960: Agatha, laß das Morden sein!